# Нова Лунга
Нова Лунга (рос. Новая Лунга; рум. Lunga Nouă) — село в Дубоссарському районі в Молдові (Придністров'ї). Входить до складу Красновиноградарської сільської ради.
Станом на 2004 рік у селі проживало 12,1% українців.